# Paradoxopsyllus dictosus
Paradoxopsyllus dictosus är en loppart som beskrevs av Smit 1975. Paradoxopsyllus dictosus ingår i släktet Paradoxopsyllus och familjen smågnagarloppor. Inga underarter finns listade i Catalogue of Life.